# ビル街

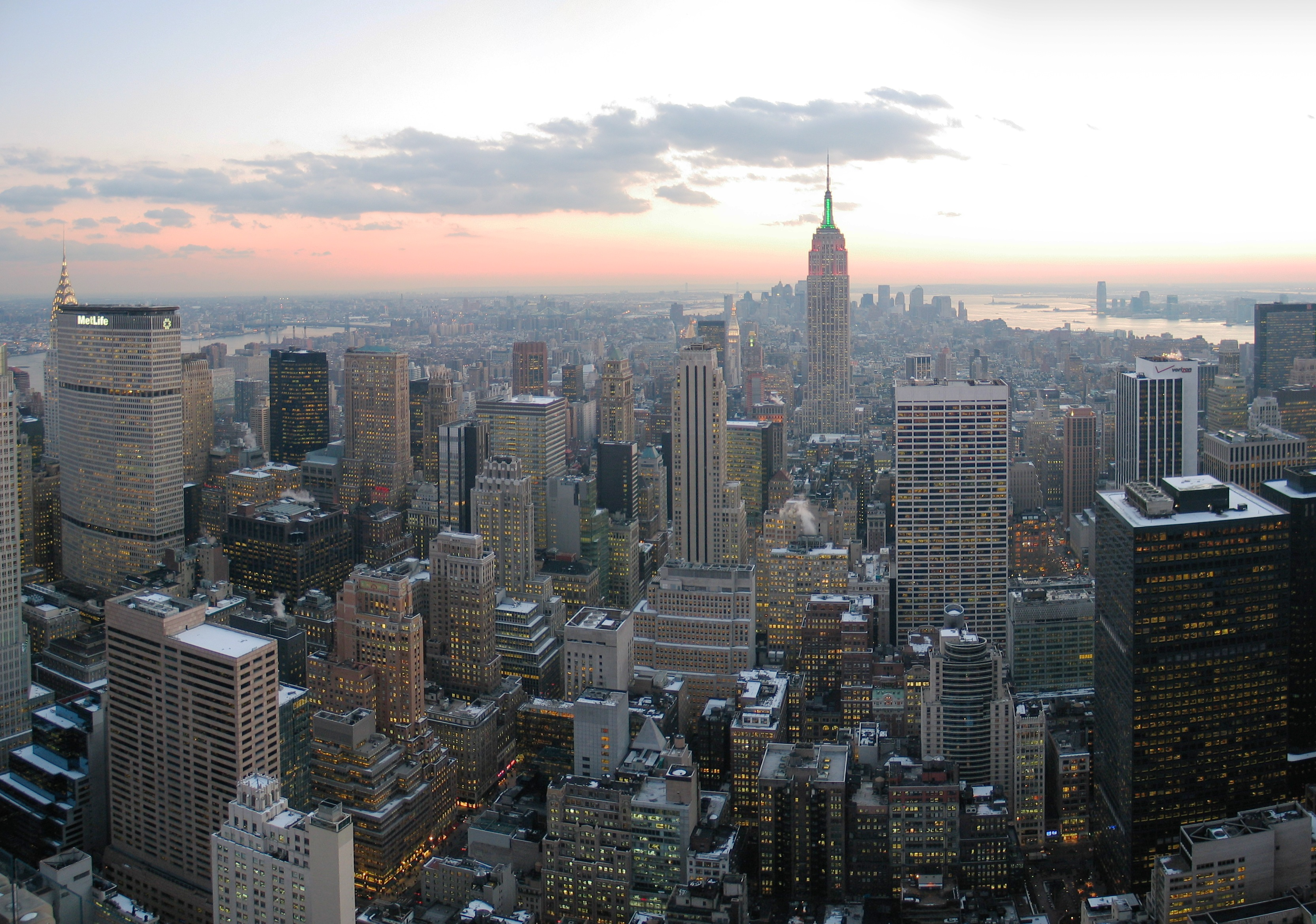
ニューヨークのビル街

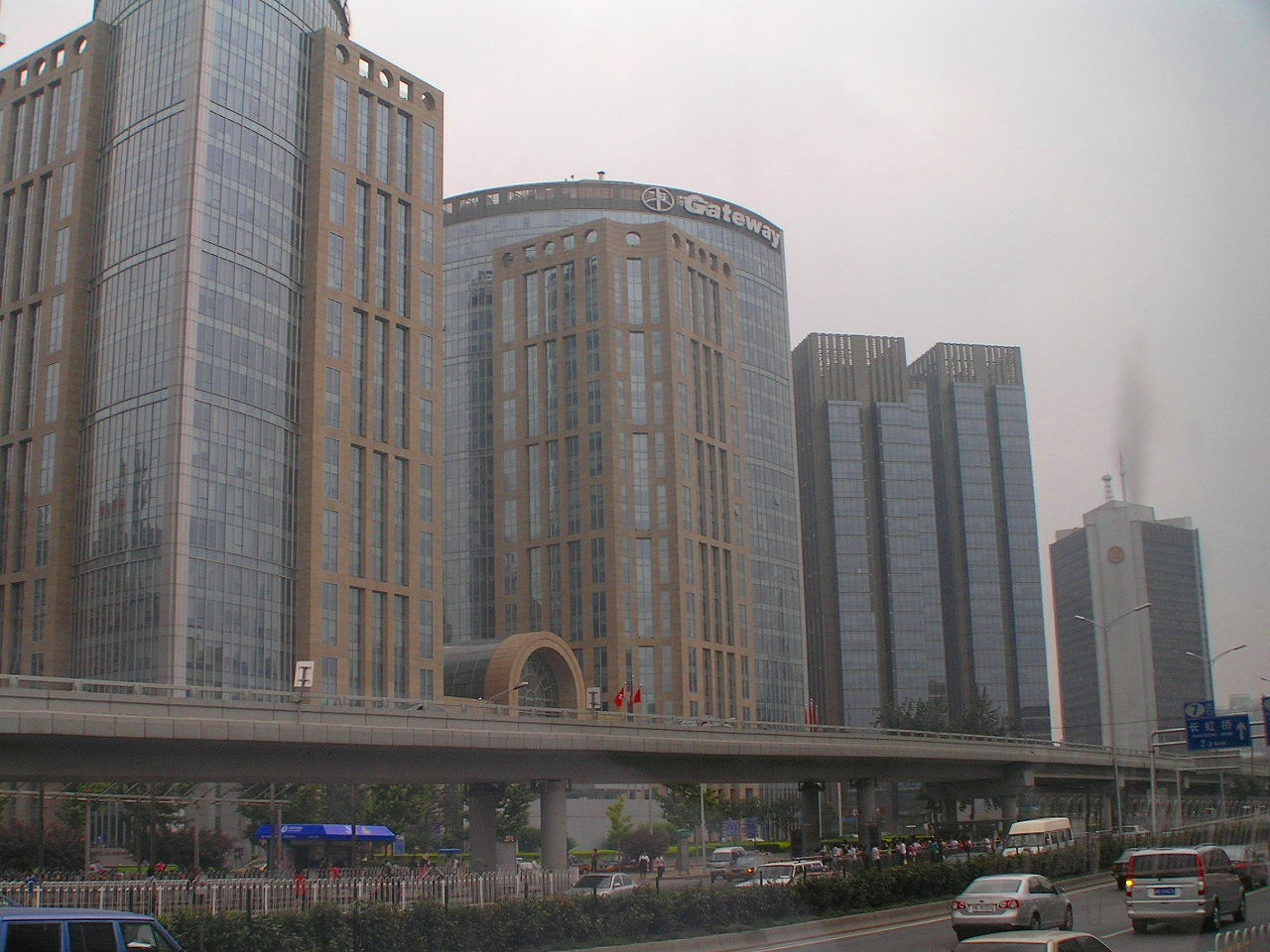
近年急速に巨大なビルが立ち並ぶ中国北京市のビル街（2008年）

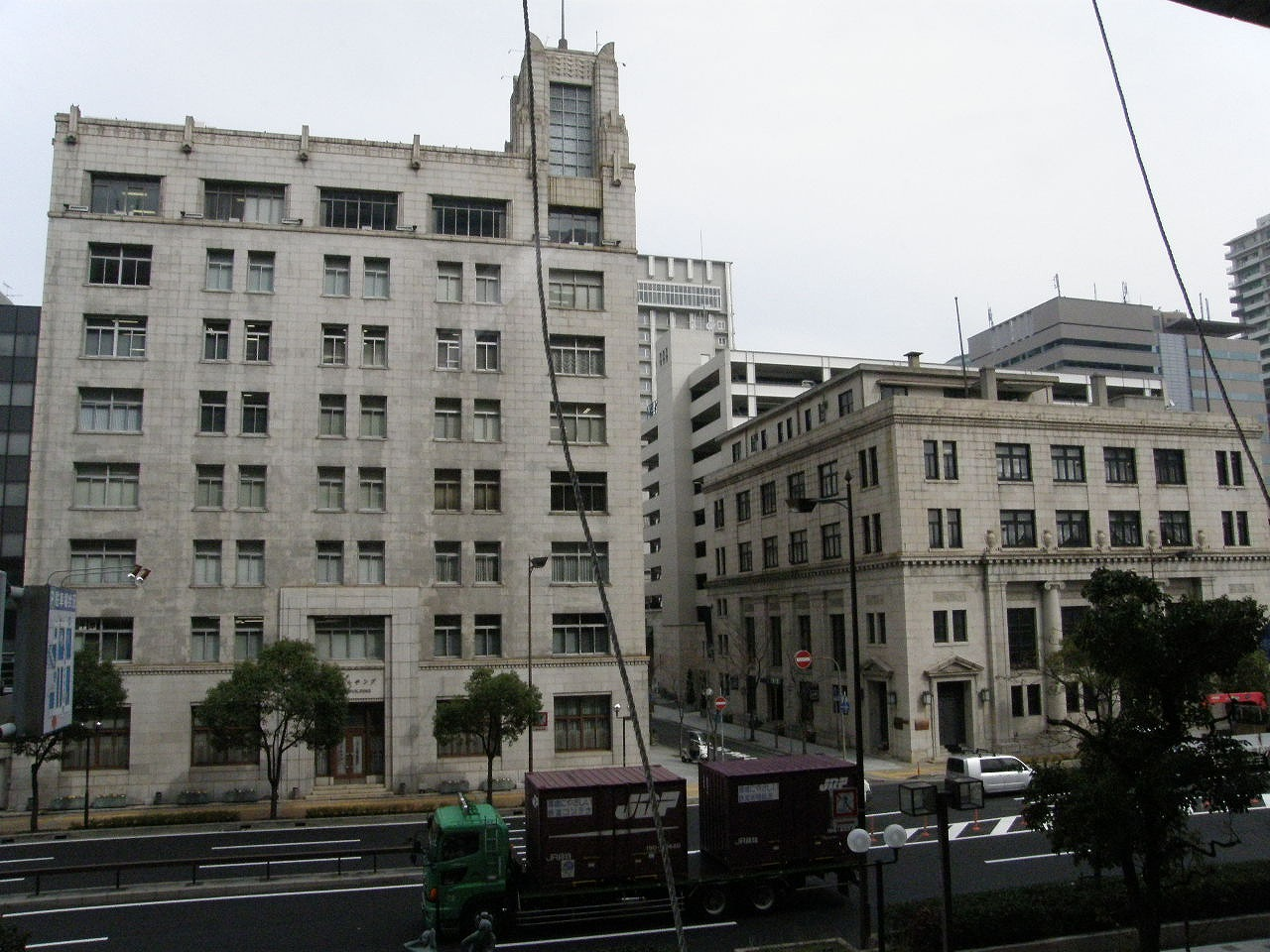
日本のビル街の黎明期。近代になり急速に普及した。（1938年~1939年竣工の神戸のビル）

ビル街（ビルがい）は、ビルディングが立ち並ぶ地区、地域を意味する。都市部や駅前に多い。
「ビルディング」という言葉の元となった英語の"Building"は建築物全般を意味するが、日本語では一般に鉄筋コンクリート作りの多層階建築物を意味する場合が多く、「ビル街」とはこうした建物が立ち並ぶ地区や地域を指す。
主に都市部の主景観をなし、都会や繁栄を象徴する言葉として使われることが多い。ほとんどが鉄とコンクリートからなる独自の景観を形作り、近代以前には見られなかった光景である。人口密度が高く、住宅やオフィス、商店などが集中しているが、よく練られた都市計画の下では、商業地域、オフィス街、住宅街などを判然と区分けされている街もある。ビルの高さは年々高くなる傾向にあり、特に高いビルによって構成されるビル街は高層ビル街と呼ばれる。
ビル街では、日照権など従来には考えられなかった問題や、交通問題、駐車場不足、騒音など多くの問題を抱える。また、ビルを見通しの悪い森林に見立てたコンクリートジャングルという言葉も生まれた。これは、単に物理的な視野の狭窄を意味するだけでなく、細かく区切られたビルの内部ではたとえ隣であろうと何が行われているのか定かではなく、知る由もないといった人間関係の希薄さも内包する。こうした現代の都市を象徴するビル街特有の不安をも言い表している。ときに特有のビル風が吹くことがある。